# Chrysler TEVan

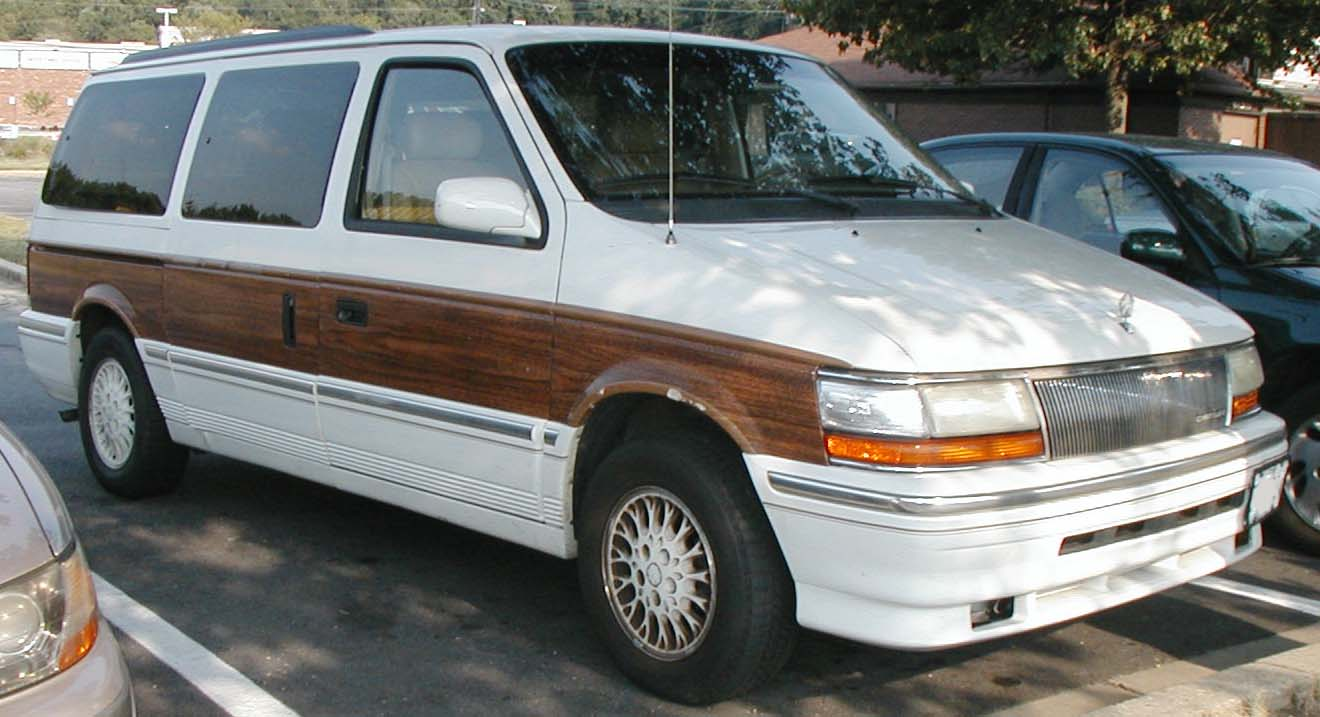
1993 Chrysler Town & Country.

Le Chrysler TEVan était un véhicule électrique à batterie produit de 1993 à 1995 par Chrysler et vendu principalement aux services publics d'électricité aux États-Unis. La première génération utilisait des batteries au nickel-fer ou au nickel-cadmium. Seulement 56 exemplaires ont été produits et vendus pour environ 120 000 $ chacun. La moitié été produite avec les batteries au nickel-fer et l'autre moitié été équipée de packs nickel-cadmium. Le TEVan été construit sur la même ligne de production que les monospaces essence à l'usine d'assemblage de Chrysler à Windsor en Ontario, au Canada. Il avait une vitesse de pointe de 110 km/h, pouvant accueillir cinq adultes et avait un poids à vide de 5 060 lb (2 295 kg). La deuxième génération, baptisée EPIC (Electric Powered Interurban Commuter Vehicle), a été lancée en 1997 avec des batteries plomb-acide et plus tard en 1998 avec des batteries nickel-hydrure métallique. Il été proposé à la location à New York et en Californie en 1999.

## Batteries
Le pack nickel-cadmium de 180V se composait de 30 batteries SAFT STM5-180 6V 180Ah dans six cosses amovibles sous le plancher de la voiture, offrant plus de 80 km de portée, et utilisait un système d'arrosage automatique pour un entretien facile de la batterie. Le pack nickel-fer se composait de 30 batteries Eagle-Pitcher 6V 200Ah dans six cosses sous le plancher et livré plus de 60 miles (97 km) d'autonomie. Le manuel du TEVan indiquait 80 miles (130 km) d'autonomie.

## Chargeur
Le chargeur embarqué du TEVan était un CFP Martin-Marietta et acceptait 120 TA à 20A ou 40A, 240 TA à 20A ou 40A, et jusqu'à 220 TA à 40A - entrées triphasées.

## Groupe motopropulseur
Le TEVan utilisé un moteur traction GE DC à excitation séparée de 27 ch, 65 ch max (48 kW) couplé à un trans-essieu traction avant à deux vitesses avec Hi, Lo, Reverse et Park. Le manuel désignait la transmission comme une «transmission semi-automatique» bien qu'elle utilise un embrayage. Le contrôleur de moteur été également fabriqué par GE. L'EPIC utilisé un moteur traction AC et des transmissions à vitesse unique.

## Accessoires
Le TEVan avait un chauffage électrique en céramique à trois étapes de 8,8 kW. Le convertisseur 120A DC/DC fournissait la puissance de 12v, il n'y avait pas de batterie (12V) auxiliaire. Les jauges incluaient la température du moteur et le SOC (State Of Charge, semblable au «niveau de carburant») à l'aide des instruments d'origine. Il était également équipé de la climatisation électrique (R-134a), freinage récupératif, servofreins à l'aide d'une pompe à vide électrique Delco, direction assistée, stéréo AM/FM et airbags. Les pneus d'origine étaient des Goodyear P205/75R15 Momentum LRR, (Low Rolling Resistance) à 3,44 Bar.